# Sarah Morgan Bryan Piatt
Sarah Morgan Bryan Piatt (ur. 11 sierpnia 1836, zm. 22 grudnia 1919 w Caldwell w stanie New Jersey) – poetka amerykańska. Wychowała się na farmie w Lexington w stanie Kentucky. Ukończyła Henry Female College. 
Kiedy miała dwadzieścia kilka lat opuściła południe. Publikowała wiersze w Louisville Journal i New York Ledger. 
W 1861 wyszła za mąż za poetę i dyplomatę Johna L. Piatta. Razem z nim w 1882 wyjechała do Cork w Irlandii, gdzie zaprzyjaźniła się z pisarzami Austinem Dobsonem, Edmundem Gosse, Alice Meynell i Katharine Tynan. 
Opublikowała ponad dwanaście tomików, między innymi: A Voyage to the Fortunate Isles and Other Poems (1885), Dramatic Persons and Moods (1880), An Irish Garland (1884) i The Witch in the Glass (1888).